# خطای فلزیاب در نقطه‌زنی
خطای فلزیاب در نقطه زنی و شعاع زنی یا روش حرکتی دریک وضعیتی خاص نیز می‌تواند شکل بگیرد که در یک نقطه چندین بار عمل عبور سر جست‌وجو گر فلزیاب را بر روی یک هدف یا طلا به انجام رسانده یا بر روی یک هدف یا طلا در یک نقطه چندین بار فلزیاب را عبور داده یا نقطه زنی (DC) و شعاع زنی یا روش حرکتی (AC) نموده می‌تواند خطا در تشخیص فلزیاب ایجاد گردد.
توجه نمایید وقتی بر روی یک هدف یا طلا عملیات جستجو طلا یا کاوش طلا یا فلزات را چندین بار به انجام رسانید می‌تواند خطا در تشخیص در هر مرحله نسبت به مرحله قبلی افزایش یابد و واکنش فلزیاب بر روی آن هدف یا طلا کاهش یابد.

## دلیل ایجاد خطا در فلزیاب
دلیل خطای آن این است که هر بار از روی هدف یا طلا عبور نمایید انرژی درونی طلا یا هدف را به شکل ذرات انرژی تغییر داده و بازتاب نیروی ذرات طلا یا فلزات بازتاب شده، و موجب می‌گردد که بعد از چند بار عبور از روی طلا یا هدف دیگر واکنش دقیق در فلزیاب ایجاد نگردد زیرا بازتاب سیگنال علائم هدف یا طلا کاهش یافته و توسط فلزیاب قابل تشخیص نمی‌باشد و در بعضی مواقع فلزیاب نسبت به وضعیت آن هدف یا طلا در مدار خود وضعیت عمومی تشخیص داده و بازتاب جریان یافته در محدوده صحنه کار می‌تواند حالت پراکنده را گرفته و در عبور مجدد فلزیاب علائم سیگنال طلا یا فلزات را به عنوان وضعیت عمومی صحنه کار تشخیص داده و از واکنش دوباره به آن خودداری نماید و این اتفاقات می‌تواند به نسبت نوع مواد معدنی و منابع صحنه کار و آلیاژ هدف یا طلا با این شرایط متفاوت ایجاد گردد.

## خطای فلزیاب در نبودن طلا
خطای فلزیاب درعبور از روی طلا یا فلزات می‌تواند با برداشتن آن طلا از محدوده اولیه یا نبودن طلا و عبور مجدد سر جست‌وجو گر فلزیاب بر روی همان محل ایجاد گردد و در صورت برداشتن یا نبودن طلا یا هدف در همان نقطه قبلی فلزیاب دوباره واکنشی را از خود ایجاد نماید که در زمان وجود طلا یا هدف از خود نشان داده‌است که این خطا در نحوه عملکرد فلزیاب می‌باشد.

## عبور چندین بار از روی طلا
یک مشکل دیگر در چندین بار عبور از روی هدف یا طلا در این است که طلا یا هدف را از آن نقطه برداشته و دیگر طلا یا هدف در آن قبلی وجود ندارد و بر روی همان محل سر جست‌وجو گر را عبور دهید موجب گردد که فلزیاب دوباره همان پاسخ قبلی را به همان نقطه به صورت تغییر صدا یا واکنش حرکت آنتن یا تصویر نشان دهد.
البته بعد از گذشت زمانی این وضعیت در آن نقطه از بین می‌رود و این شرایط بخاطر ایجاد وضعیت تغییر سطح الکتریکی طلا یا فلزیاب با جریان ایجاد شده توسط فلزیاب می‌باشد.

## واکنش فلزیاب
در زمان جستجو با فلزیاب بر روی یک نقطه یا محدوده در نقطه زنی، شعاع زنی یا روش حرکتی بازتاب سیگنال علائم طلا یا فلزات به اطراف طلا یا هدف به‌صورت ذرات منتقل شده، و دیگر منابع این ذرات را دریافت نموده و موقعیت ذرات انرژی را تا مدتی در خود نگه‌داشته و در اثر برخورد دوباره علائم سیگنال فلزیاب این نیروی ذرات انرژی موجب بازتاب با شرایط زمان وجود طلا یا هدف می‌گردد و همین امر می‌تواند موجب واکنش فلزیاب در زمانی گردد که هدف یا طلا را از آن نقطه برداشته شده یا محل آن هدف یا طلا تغییر داده شده‌است.